# نيوكاسل يونايتد تحت 23 سنة والأكاديمية
نيوكاسل يونايتد تحت 23 سنة هم فريق تحت 23 سنة من نادي نيوكاسل يونايتد الناشط في الدوري الإنجليزي الممتاز. يلعبون في الدوري الإنجليزي الممتاز 2 القسم 2 ، وهو المستوى الثاني لكرة القدم الاحتياطية في إنجلترا.
أكاديمية نيوكاسل يونايتد هو فريق تحت 18 سنة من نادي تشيلسي لكرة القدم. وهي عضو في الدوري الإنجليزي الممتاز تحت 18 عامًا - الشمال.

## تحت 23 سنة
يلعب فريق تحت 23 عامًا في الدوري الإنجليزي الممتاز 2 القسم 2 . كما تشارك في كأس نورثمبرلاند للكبار كل موسم. يلعب فريق نيوكاسل تحت 23 عامًا مبارياته على أرضه في وايتلي بارك، الملعب السابق لنادي وويست ألوتيمنت سيلتيك، وفي ملعب الفريق الأول سانت جيمس بارك. في المواسم السابقة، لعب الفريق في ملعب غيتزهد الدولي ملعب نادي غيتزهد، وكينجستون بارك ملعب نادي نيوكاسل فالكونز.

### الإنجازات
الدوري
- الدوري المركزي[الإنجليزية] (1): 1947–48
- دوري كرة القدم الشمالي[الإنجليزية] (3): 1902–03، 1903–04، 1904–05
- الدوري الشمالي الشرقي[الإنجليزية] (6): 1906–07، 1907–08، 1908–09، 1910–11 ، 1922–23، 1925–26
- تحالف كرة القدم الشمالية[الإنجليزية] (5): 1897–98 ، 1900–01 ، 1901–02 ، 1938–39 ، 1957–58

الكؤوس
- كأس نورثمبرلاند للكبار (32): 1884–85 و1888–89 (نيوكاسل إيست إند)، 1887–88 و1891–92 (نيوكاسل ويست إند )، 1898–98 ، 1900-1، 1903–04، 1904–05، 1906 –06، 1908–09، 1909–10، 1910–11، 1911–12 (مشترك)، 1921–22، 1924–25، 1925–26، 1926–27، 1928–29، 1929–30، 1930–31، 1988–89، 1989–90، 1994–95، 1995–96، 1998–99، 1999–00، 2000–01، 2002–03، 2005–06، 2007–08، 2008–09، 2010–11، 2011– 12، 2013–14، 2017–18
- HKFC السبعات لكرة القدم[الإنجليزية] (3): 2012، 2018، 2019تحت

## تحت 18 سنة
يلعب فريق تحت 18 سنة في الدوري الإنجليزي الممتاز تحت 18 سنة - الشمال، وهو مخصص فقط للاعبين بعمر 18 سنة أو أقل.
تُلعب المباريات المنزلية في ملعب الأكاديمية في ملعب وايتلي بارك، الواقعة إلى الجنوب مباشرة من ملعب تدريب نيوكاسل يوناتيد ملعب دارسلي بارك. عادة ما تُلعب مباريات كأس الاتحاد الإنجليزي للشباب على أرض ملعب سانت جيمس بارك.
بصفته نادٍ طموح يطمح إلى منافسة في كرة القدم الأوروبية فإن الهدف من أكاديمية نيوكاسل هو تطوير قدرة اللاعبين في لعب كرة القدم إلى أقصى حد، حتى يتمكن هؤلاء اللاعبون يومًا ما من المساهمة في نجاح نيوكاسل. أصبح هذا ممكناً من خلال ضمان أفضل تدريب، وتعليم وإدارة الاعبين الواعدين في المنطقة.

### الإنجازات
الدوري
- الدوري الإنجليزي الممتاز تحت 17 سنة (1): 2001–02

الكؤوس
- كأس الاتحاد الإنجليزي للشباب (2): 1961–62 ، 1984–85
- كأس السوبر ايرلندا الشمالية[الإنجليزية] (2): 1985 ، 1989
- كأس بطولة فوكا (2): 2009 ، 2010
- برازيليراو: 2010
- بطولة كرة القدم الدولية تحت 17 سنة: 2015
- بطولة نوفيل: 2015

## تشكيلة الفريق

### اللاعبين الحاليين
آخر تحديث 1 يونيو 2021.
اللاعبون الحاليون في نيوكاسل يونايتد تحت 23 سنة وتحت 18 سنة. هم:
| الاعبون تحت 23 سنة |                 |               |           |                          |                          |             |
| الجنسية            | الاعب           | تاريخ الميلاد | المركز    | مشاركات دولية            | النادي السابق            | انضم للنادي |
| ------------------ | --------------- | ------------- | --------- | ------------------------ | ------------------------ | ----------- |
| ليبيريا            | محمد سنجار      |               | لاعب وسط  | شارك مع المنتخب الأول    | نادي أكرينغتون ستانلي    | 2016        |
| بيرو               | رودريغو فيلسا   |               | لاعب وسط  | —                        | نادي ديبورتيفو مونيسيبال | 2020        |
| إنجلترا            | توم آلاند       |               | مهاجم     | —                        | —                        | —           |
| إنجلترا            | روزير لونجيلو   |               | لاعب وسط  | —                        | وست هام يونايتد          | 2018        |
| إنجلترا            | آدم ويلسون      |               | لاعب وسط  | شارك في منتخب تحت 18 سنة | —                        | —           |
| إنجلترا            | جاك يونغ        |               | لاعب وسط  | —                        | —                        | —           |
| إنجلترا            | دان لانجلي      |               | حارس مرمي | —                        | —                        | —           |
| جمهورية أيرلندا    | أويسين ماكنتي   |               | مدافع     | شارك في منتخب تحت 21 سنة | مالابهيد يونايتد         | 2017        |
| جنوب إفريقيا       | برادلي كروس     |               | مدافع     | شارك في منتخب تحت 20 سنة | شالكه 04                 | 2020        |
| ويلز               | ريان باريت      |               | مدافع     | شارك في منتخب تحت 17 سنة | —                        | —           |
| إنجلترا            | ريمي سافاج      |               | مدافع     | —                        | نادي ليفربول             | 2021        |
| إنجلترا            | ستان فلاهيرتي   |               | لاعب وسط  | —                        | نادي أرسنال              | 2020        |
| إنجلترا            | ويل براون       |               | حارس مرمي | —                        | —                        | —           |
| إنجلترا            | نيال بروكويل    |               | لاعب وسط  | —                        | نادي ليفربول             | 2020        |
| إنجلترا            | ماثيو بوندسويل  |               | مدافع     | —                        | آر بي لايبزيغ            | 2021        |
| إنجلترا            | جوش سكوت        |               | مدافع     | —                        | —                        | —           |
| إنجلترا            | ناثان كارليون   |               | لاعب وسط  | —                        | —                        | —           |
| إنجلترا            | جو وايت         |               | لاعب وسط  | شارك في منتخب تحت 18 سنة | —                        | —           |
| إنجلترا            | لوكاس دي بول    |               | لاعب وسط  | —                        | —                        | —           |
| إنجلترا            | تشارلي ويجيت    |               | مدافع     | —                        | نادي تشيلسي              | 2021        |
| إنجلترا            | إليوت أندرسون   |               | لاعب وسط  | شارك في منتخب تحت 19 سنة | —                        | —           |
| إنجلترا            | جو أوليفر       |               | مدافع     | —                        | نادي ساوث شيلدز          | —           |
| إنجلترا            | ديلان ستيفنسون  |               | مهاجم     | —                        | —                        | —           |
| إنجلترا            | كاميرون فيرجسون |               | مهاجم     | —                        | نادي ترانمير روفرز       | 2021        |

| الاعبون تحت 18 سنة |               |               |           |                          |                  |             |
| الجنسية            | الاعب         | تاريخ الميلاد | المركز    | مشاركات دولية            | النادي السابق    | انضم للنادي |
| إسكتلندا           | ريغان طومسون  |               | لاعب وسط  | شارك في منتخب تحت 19 سنة | كوينز بارك إف سي | 2020        |
| إنجلترا            | جوش نيكلسون   |               | مدافع     | —                        | —                | —           |
| بولندا             | بيوتر باندا   |               | حارس مرمى | —                        | —                | 2017        |
| إنجلترا            | مايكل نديويني |               | مهاجم     | —                        | —                | 2016        |
| إنجلترا            | جاي تيرنر كوك |               | لاعب وسط  | —                        | سندرلاند         | —           |
| إنجلترا            | جيمي مايلي    |               | لاعب وسط  | —                        | —                | —           |
| إنجلترا            | جيمس هنتلي    |               | لاعب وسط  | —                        | —                | —           |
| إنجلترا            | ليام كريستال  |               | لاعب وسط  | —                        | —                | —           |
| إنجلترا            | كايل كروسلي   |               | مهاجم     | —                        | —                | —           |

لاعبو نيوكاسل يونايتد تحت 23 سنة وتحت 18 سنة الخارجينعلى سبيل الإعارة هم:
| خروج اللاعبين على سبيل الإعارة |           |                                         |               |           |                          |                |             |
| جنسية                          | الاعب     | تفاصيل الإعارة                          | تاريخ الميلاد | المركز    | قبعات دولية              | النادي السابق  | انضم للنادي |
| ------------------------------ | --------- | --------------------------------------- | ------------- | --------- | ------------------------ | -------------- | ----------- |
| إنجلترا                        | جيك تيرنر | إلى كولشيستر يونايتد لغاية موسم 2021–22 |               | حارس مرمى | شارك في منتخب تحت 19 سنة | بولتون واندررز | 2019        |
| إنجلترا                        | لويس كاس  | إلى بورت فايل لغاية موسم 2021–22        |               | مدافع     | —                        | —              | —           |

### لاعبي الأكاديمية وفريق الشباب البارزين
فيما يلي قائمة باللاعبين الذين لعبوا في فريق نيوكاسل يونايتد للشباب ومثلوا دولة (وليس بالضرورة بلد ميلادهم) على المستوى الدولي الكامل. يتم تمييز اللاعبين الذين يلعبون حاليًا في نيوكاسل يونايتد أو لفريق آخر على سبيل الإعارة من نيوكاسل يونايتد بالخط العريض .
- مهدي عبيد
- كورتيس غود
- جيمس ترويسي
- ديفيد إدغار
- بيتر بيردسلي
- بوب بنسون
- جاك كار
- أندي كارول
- فريزر فورستر
- بول غاسكوين
- ستيف هوايي
- جيك تيرنر [الإنجليزية]
- آدم جونسون
- كولين فيتش[الإنجليزية]
- ألان كينيدي
- جاكي ميلبورن
- جوك روذرفورد
- تشارلي سبنسر
- ألان تومسون
- تومي طومسون
- كولين فيتش[الإنجليزية]
- كريس وادل
- تشارلز نزوغبيا
- يوان سيمون إدموندسون
- تاماش كادار
- ألان أوبراين
- محمد سنجار[الإنجليزية]
- تيم كرول
- شولا أميوبي
- شين فيرغوسون
- آرون هيوز
- بيل ماكراكين
- ديفيد راينر
- إيفن مويو[الإنجليزية]
- آندي آيتكين[الإنجليزية]
- فرانك برينان
- غاري كالدويل
- ستيفين كالدويل
- برايان كر
- توم ماكينيس[الإنجليزية]
- روب مكينون
- بيتر ماكويليام[الإنجليزية]
- بوبي مونسور
- ساندي هيغينز[الإنجليزية]
- تومي بيرسون
- هاريس فوتشكيتش
- ماتي باتيسون
- توني ويتسون[الإنجليزية]
- أندرو باركنسون
- بول دوميت
- ألان نيلسون

## الجوائز

### جائزة وور جاكي
سميت الجائزة على اسم اللاعب الأسطوري المحلي جاكي ميلبورن.
حصل الاعبين الأتي أسمائهم على جائزة أفضل لاعب شاب.
- 2019: إلياس سورينسن
- 2018: فريدي ودمان
- 2017: دانيال بارلاسر
- 2016: مايكل نيوبيري[4]
- 2015: رولاندو آرونز
- 2014: أدم أرمسترونغ[5]
- 2013: سامي أميوبي[6]
- 2012: ريمي ستريت
- 2011: جاك النويك[7]
- 2010: براد إينمان[8]
- 2009: نيل رانغر[9]
- 2008: كازينغا لوالوا[10]
- 2007: أندي كارول[11]
- 2006: ماتي باتيسون
- 2005: بول هونتينغتون
- 2004: مارتن بريتن
- 2003: بيتر راماج
- 2002: ستيفن تايلور
- 2001: شولا أميوبي[12]
- 2000: غاري كالدويل
- 1999: مايكل شوبرا
- 1998: آرون هيوز

### جائزة جاك هيكسون
سميت الجائزة على اسم جاك هيكسون، وهو كشاف محلي أكتشف العديد من شباب الشمال الشرقي الذين أصبحوا لاعبي كرة قدم محترفين.
- 2019: ليام جيبسون
- 2018: شون لونغستاف
- 2017: كالوم روبرتس
- 2016: أوين جالاتشر[4]
- 2015: فريدي وودمان
- 2014: ماكنزي هيني
- 2013: آدم أرمسترونج [6]
- 2012: أليكس جيلياد
- 2011: آدم كامبل [7]
- 2010: ريمي ستريت [8]

### أفضل لاعب في كأس مانشستر يونايتد الإنجليزي
- 2010: آدم كامبل[13]

## روابط خارجية
- فريق تحت 23 سنة على موقع النادي
- فريق تحت 18 سنة على موقع النادي